# Codiaeum peltatum
Espèce
Classification APG III (2009)
Codiaeum peltatum est une espèce de plantes à fleurs de la famille des Euphorbiaceae.
C'est un arbrisseau indigène en Nouvelle-Calédonie. Il est courant et fait partie du même genre Codiaeum que les « crotons » (Codiaeum variegatum) cultivés dans les jardins ou comme plantes d'intérieur.

## Description

### Aspect général
C’est un arbuste, parfois un arbre, qui n’a pas de forme particulière. Il possède de nombreuses branches et il peut être touffu. Son latex est clair.
Il atteint généralement 6 à 7 mètres de hauteur mais peut mesurer jusqu’à 12 mètres.

### Feuilles
Les feuilles adultes sont très différentes des jeunes feuilles. Les jeunes feuilles sont longues (20 cm), fines (1 à 2 cm), ont une nervure marron foncé et sont plus ou moins panachées de jaune et blanc. Les feuilles adultes sont beaucoup plus larges (5 à 6 cm) et notamment aux extrémités, leur nervure est vert tendre et elles sont d’une couleur moins soutenue que chez les jeunes feuilles.
Le pétiole des feuilles est petit et a une forme coudée ; il est légèrement renflé à sa base. Les feuilles sont placées tout autour du tronc de manière rayonnante.

### Fleurs
La plante possède soit des fleurs femelles soit des fleurs mâles. Les fleurs femelles sont très petites (3 mm) et sont portées sur de grands épis qui pendent. Les fleurs mâles sont plus grandes (2 cm) et sont disposées le long de longues tiges.

### Fruits
Les fruits possèdent trois coques dures d’un centimètre de long. Verts, ils deviennent marron à maturité.

### Écorce
L'écorce est claire, tachetée et lisse.

## Reproduction
La floraison et la fructification ont lieu le plus souvent d’octobre à février, mais il n’est pas rare d’observer des fleurs et des fruits à d’autres périodes de l’année. La germination est facile.

## Place dans la forêt sèche de Nouvelle-Calédonie
Cette plante a été sélectionnée comme plante ornementale, pour son feuillage et sa vitesse de croissance rapide.
Les cerfs et le bétail ne la mangent pas, c’est pourquoi on la trouve facilement dans la nature. Elle est très répandue dans la forêt sèche et notamment dans les sous bois un peu plus humides. Elle pousse également dans les îles Loyauté.
Elle se développe aussi bien sur les sols en pentes que sur des terrains plus plats.